# Issenheim
Issenheim (deutsch Isenheim) ist eine französische Gemeinde mit 3534 Einwohnern (Stand 1. Januar 2022) im Département Haut-Rhin in der Region Grand Est (bis 2015 Elsass). Sie gehört zum Arrondissement Thann-Guebwiller, zum Kanton Guebwiller und zum Gemeindeverband Région de Guebwiller.

## Geografie
Issenheim liegt an der Lauch, einem linken Zufluss der Ill, etwa 20 Kilometer südlich von Colmar und 20 Kilometer nördlich von Mülhausen. Es grenzt im Westen an Guebwiller, den Hauptort des Arrondissements, im Nordwesten an Bergholtz, im Norden an Gundolsheim, im Osten an Merxheim, im Südosten an Raedersheim und im Südwesten an Soultz-Haut-Rhin.

## Geschichte
Der Ort gehörte im Frühmittelalter zur Benediktinerabtei Murbach. 1229 ging Isenheim an die Habsburger über. Ende des 13. Jahrhunderts gründete der Antoniter-Orden hier eine Niederlassung. Die Antoniter kümmerten sich vor allem um die Menschen, die vom Antoniusfeuer befallen waren, einer Krankheit, die langsam und qualvoll zum Tode führt. Anfang des 16. Jahrhunderts schuf Matthias Grünewald für das Antoniterkloster den Isenheimer Altar, der heute im Unterlinden-Museum von Colmar zu sehen ist.
Von 1871 bis zum Ende des Ersten Weltkrieges gehörte Isenheim als Teil des Reichslandes Elsaß-Lothringen zum Deutschen Reich und war dem Kreis Gebweiler im Bezirk Oberelsaß zugeordnet.
| Jahr      | 1910 | 1962 | 1968 | 1975 | 1982 | 1990 | 1999 | 2009 | 2017 |
| Einwohner | 1947 | 1780 | 1945 | 2237 | 2852 | 2836 | 3296 | 3418 | 3416 |

## Sehenswürdigkeiten
- Die Kirche St. Michael und das Präzeptorat im ehemaligen Issenheimer Antoniterkloster St. Joseph sind seit 1988 Monument historique.[2]
- In der Kirche Saint-André aus dem Jahr 1826 befindet sich eine Orgel des Orgelbauers Joseph Callinet von 1834.

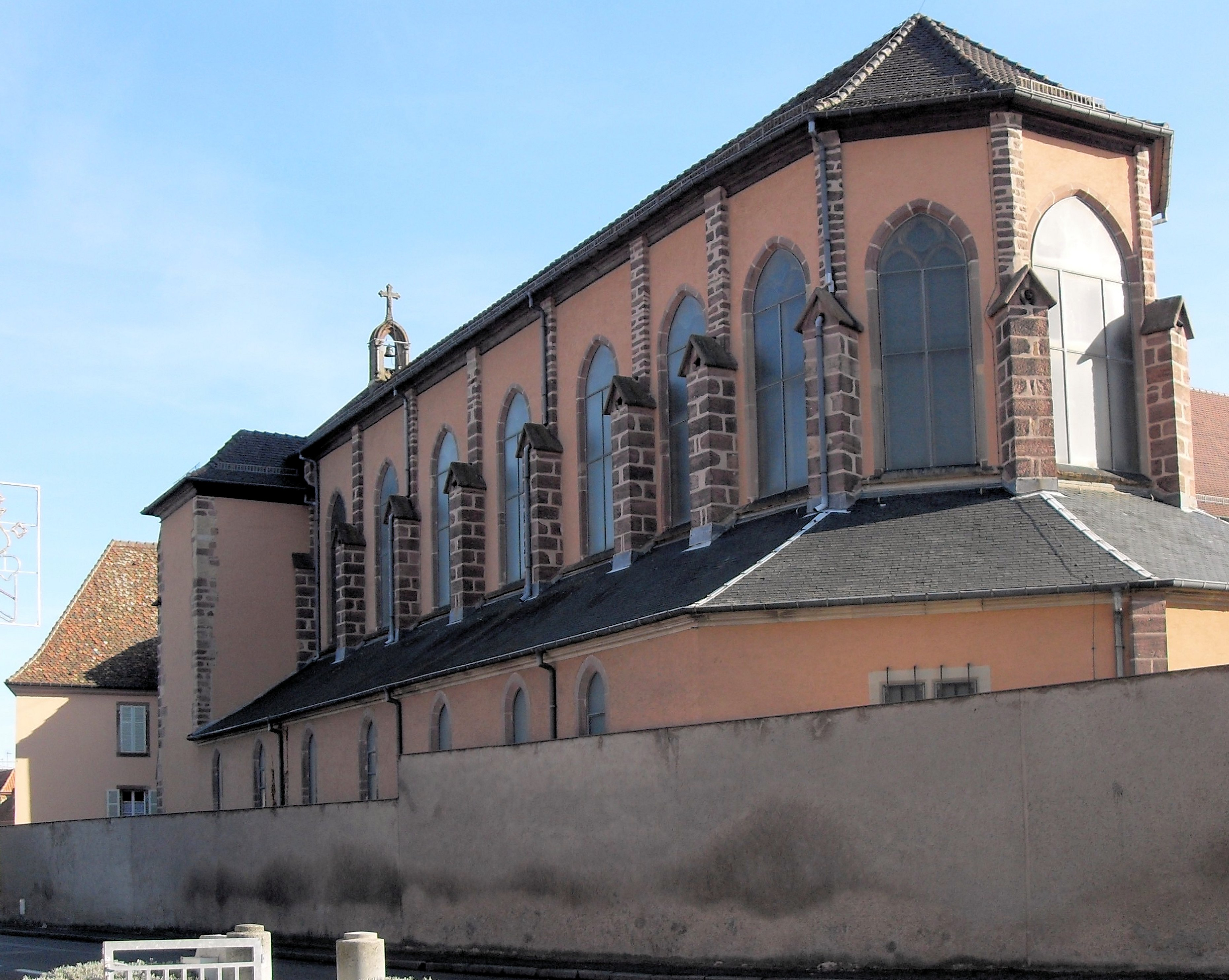
Kirche St. Michael des ehemaligen Antoniterklosters
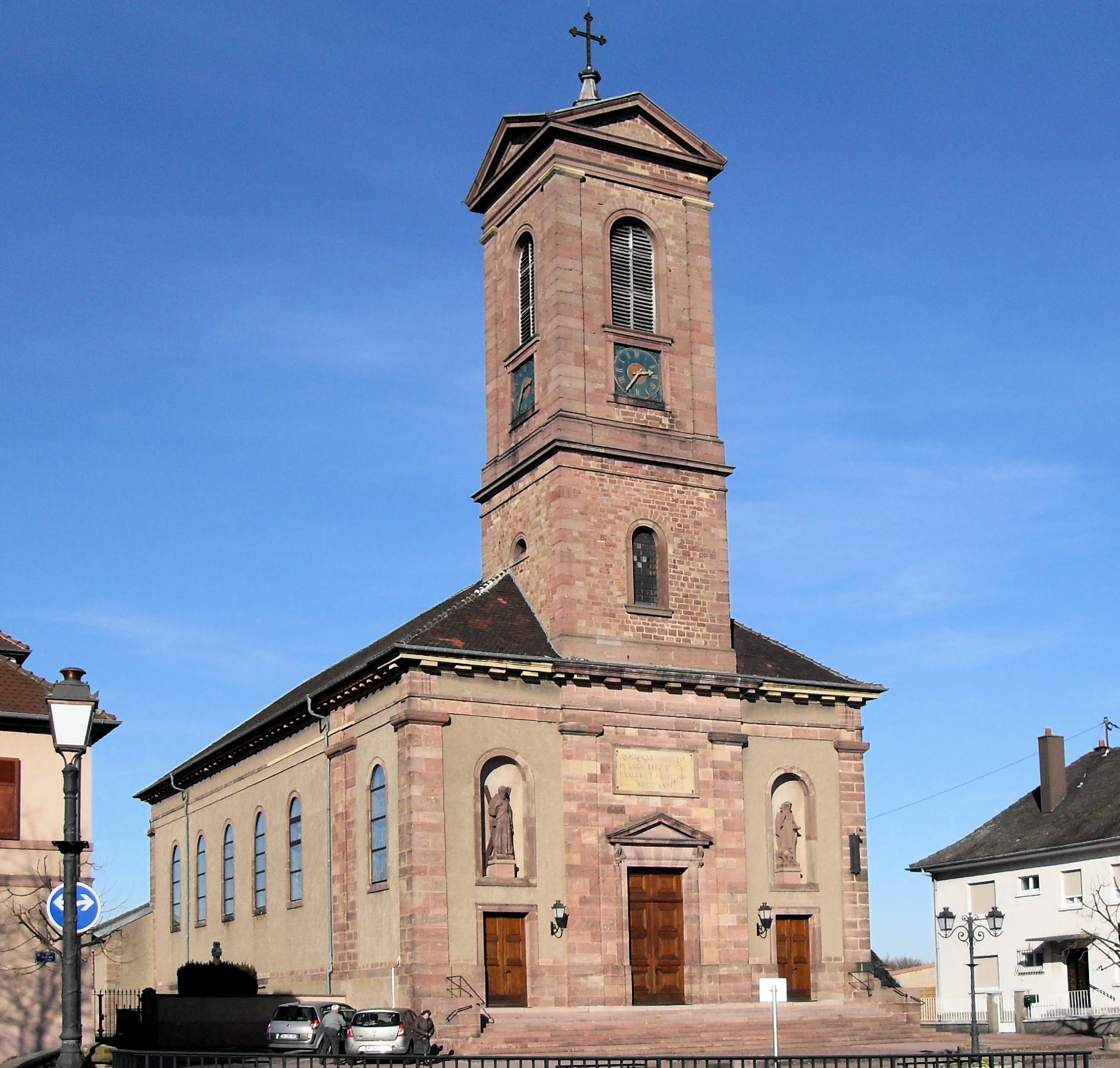
Kirche Saint-André

## Gemeindepartnerschaften
Seit 1974 besteht eine offizielle Partnerschaft mit der Gemeinde Hainfeld in Niederösterreich.